# Herbert Kitchener
Feldmareșalul Horatio Herbert Kitchener (n. 24 iunie 1850, Ballylongford⁠(d), Regatul Unit al Marii Britanii și Irlandei – d. 5 iunie 1916, Marea Nordului) a fost un feldmareșal britanic, care a devenit faimos în luptele coloniale apoi a devenit unul dintre principalii comandanți militari britanici din timpul Primului Război Mondial, cu toate că a decedat aproximativ la mijlocul războiului.
Lordul Kitchener a devenit faimos pentru că a câștigat Bătălia de la Omdurman în 1898 prin care a asigurat controlul britanic asupra Sudanului.